# アイゼナハ車両製作所
アイゼナハ自動車製作所（Automobilwerk Eisenach 、 AWE）は、かつてドイツのアイゼナハに存在した自動車製造企業。ドイツで三番目の自動車製造であるアイゼナハ車両製作所（Fahrzeugfabrik Eisenach 、FFE）として誕生し、100年もの間に幾度も所有者の変更や時代の情勢に翻弄されつつも、工場での自動車の生産が現在まで続いている。この項では工場を巡る所有者変遷の物語が縦糸となり、横糸として以下のテーマが編みこまれる。
1. アイゼナハに1896年に設立され現在まで続くあるひとつの工場の歴史である。
2. 1898年から現在まではダイムラー、ベンツに次いでハインリッヒ・エアハルトがドイツで三番目に自動車製造をはじめたアイゼナハでの自動車製造の歴史である。
3. 1903年から1932年までの29年間はヴィリー・ゼックがはじめた"Dixi"ブランドの全史である。
4. 1927年から1932年までの5年間は英国オースチン・セブンのライセンス車"Dixi"の全史である。
5. 1928年から1945年までの17年間はBMW社自動車製造業参入の物語である。
6. 1948年から1991年までの43年間は東ドイツ自動車産業の歴史の一部である。
7. 1991年からはGM傘下オペル社の歴史の一部となっている。

## 概要
1896年、兵器製造の「アイゼナハ車両製作所」として創業し、1898年、フランス・デコヴィル（Decauville）社のライセンス生産を開始。ドイツで三番目の自動車製造会社となる。兵器から自動車までブランドはすべて「ヴァルトブルク」（Wartburg）だった。1903年、社名を「デキシー製造」と変え自社開発車をデキシー（Dixi）ブランドで製造販売した。第一次世界大戦後の1919年にゴータ(鉄道)車両製作所の子会社としてアイゼナハ製造工場となり、このとき英国・オースチン社の"オースチン 7"のライセンス生産でDixiを引き続き製造した。1928年、BMW社が自動車製造に参入するにあたり会社を買取し、オースチンとのライセンス生産を引継ぎ、これがBMWの自動車製造の基礎となった。1932年、BMWは独自開発に切り替えるが、第二次世界大戦後、ソ連の占領下となり工場はソ連軍に接収される。以後、東ドイツの国営企業となるが、ドイツ再統一を経て現在はオペル社の工場となっている。

## 1896-1903: アイゼナハ車両製作所 (Fahrzeugfabrik Eisenach)
アイゼナハはドイツのほぼ中央に位置する都市である。ドイツが東西に分裂していた時代は東ドイツに属していたが、その西側は西ドイツに隣接していた。その昔は神聖ローマ帝国の領邦の一国、ザクセン＝アイゼナハ公国であったが、1741年にザクセン＝アイゼナハ公のヴィルヘルム・ハインリヒが死去すると、ザクセン＝ヴァイマル公国との同君連合によってザクセン＝ヴァイマル＝アイゼナハ大公国となる。1871年1月18日にドイツ国の一部として統一され、1877年に国号をザクセン大公国（Großherzogtum Sachsen）に改めた。
アイゼナハ車両製作所の由来は、アイゼナハにハインリヒ・エアハルト（Heinrich Ehrhardt:1840年-1928年）が兵器製造工場を設立したことに始まる。アイゼナハ車両製作所（Fahrzeugfabrik Eisenach AG: FFE AG）は1896年に建設され、当初は大砲と自転車を製造した。アイゼナハには、町の起源であり現在はユネスコの世界遺産である美しい古城・ヴァルトブルク城があることから、ブランド名は、ヴァルトブルク（Wartburg）とされた。
1898年、FFEはフランスの自動車製造企業・デコヴィル（Decauville）社とライセンス生産の契約を結び自動車製造業に参入し、「ヴァルトブルク」ブランドで生産販売した。これによりFFEは、ダイムラー、ベンツに次いでドイツで三番目の自動車製造業者となった。車は2種類あり、4HP空冷もしくは5HP水冷の2気筒エンジン、およびトランスミッションは2速または3速だった。1899年に世界初の国際モーターショーがベルリンで開催され、FFE社もこれに出展した。このときの販売数は10台足らずだったという。
会社はさらに技術に力をいれ、世間の評価も高まり、会社の株も三倍に上がった。主に息子のグスタフ・エアハルトが工場を取り仕切っており、従業員1300人規模のテューリンゲン地方有数の企業となっていた。ところが、FFE社は1903年にすでに財政に問題を抱えるようになり、エアハルトと彼の息子は会社を去る。エアハルトは故郷のZella-Mehlis（テューリンゲン州）に「エアハルト・アウトモビルAG（Ehrhardt-Automobil AG）」を設立し、新会社でデコヴィル社のライセンス生産を継続した。

## 1903-1919: デキシー製造社 (Dixi-Werke)
会社は新たに社名をデキシー製造（Dixi-Werke）とし、1891年に新技術長としてヴィリー・ゼック（Willy Seck）を招いた。ヴィリー・ゼックはGNOMロータリーエンジンを開発し、現在のロールスロイス・ドイツ社に続く会社で活躍していた自動車の先駆者である（また、ヴェスターブルク（Westerburg）出身のゼック兄弟の一人であり、ゼック兄弟は、1883年の溶鉱炉事業を手はじめに、機械製作を経てエンジン製作を行い各所に工場を所有していた, ）。この体制からDixiという車が生まれる。Dixiとはラテン語の「私は話した」という意味である。文語調で言えば「我語りけり」（「言う」の現在完了形 ）。
Dixi車として代表的なものに1907年の"U-35"がある。これは4気筒7320ccで65PS以上を出力し最高時速85キロを出した。その走行性能と信頼性の高さですぐにすばらしい車と認められた。
第一次世界大戦中は自動車生産は中止され、軍用トラック、兵員輸送車、医療車両、銃器、運搬車両などを生産した。

## 1919-1928: ゴータ(鉄道)車両製作所 アイゼナハ車両製作所 (Die Fahrzeugfabrik Eisenach A.G.)
1918年、第一次世界大戦の敗戦とともにドイツ革命が起こり、1919年にヴァイマル共和政となる。デキシー製造社は1919年に自動車生産を再開、1920年には旧大公国の境界線が拡大されテューリンゲン州が誕生した。テューリンゲンの首都はヴァイマルであり、この時期のテューリンゲンは政治の中心でもあった。しかしながら1921年、デキシー工場は経営不振となり、ゴータ(鉄道)車両製作所（Gothaer Waggonfabrik AG）に買収され、ゴータ(鉄道)車両製作所アイゼナハ車両製作所（Der Gothaer Waggonfabrik die Fahrzeugfabrik Eisenach A.G. ）となる。ただし、デキシーは"Dixi"ブランドとして継続して製造された。
1920年代のドイツは不況の時代で、当時の6/24と9/40の2つの大型モデルは販売が振るわず、会社は小型車市場への参入を考えるようになる。1927年に、会社はオースチン自動車と"オースチン 7"の製造販売に関するライセンス契約を結ぶ。オースチン 7は「ベイビー」ともよばれた小型車で1922年に登場しており好評だった。デキシー工場の契約内容は年間2000台を生産し、一台生産する度にロイヤリティー料を支払うという内容だった。
最初の100台は組立部品の供給を受けてノックダウン生産されたが、すぐにパーツもドイツで製造するようになり、リアル・デキシーといえる最初の"DA-1 3/25PS"が出荷開始される。"DA"とは"Deutsche Ausfuhrung（ドイツ仕様）"とも"Dixi Ausitin"ともいわれ、左ハンドル（LHD）でありDIN規格のメートルねじで製造された。しかし、それは英国式の右ハンドル（RHD）でインチねじ使用のオースチンと変わるところはなかった（日本で同様のことをおこなうと「国産化」と呼ばれる）。複数種類あったシャーシが外部コーチビルダーに渡されて、クーペ、ロードスター、ツアラー、セダンとして架装された。Dixiは程よい大きさの小型車として、行商人のワゴン代わりに使われたほか、医者、エンジニア、そして一般市民にも購入された。人気があり最も多く製造されたボディはツアラー（Tourers）だった。ツアラーは4人が乗れてセダンよりも安価だった。

## 1928-1945: BMWアイゼナハ工場 (BMW-Werk Eisenach)
1916年創業のBMW社は、1920年代末に自動車製造を目指し、時間のかかる自社開発より既存製品で市場性のあるものに狙いを定めライセンス生産しようとした。デキシー（Dixi）もその候補の一つだった。
BMWは、1928年10月1日（11月ともいわれる）にゴータ社からアイゼナハ製造工場を買収し、BMWアイゼナハ工場（BMW-Werk Eisenach）とする。
Dixi製"DA 1"をBMWは引き続き生産し、これがBMW最初の自動車となる。1932年、自社製作の"3/20 AM-1"を登場させた。62,864台がアイゼナハ工場で生産された。
第二次世界大戦が1939年に始まると、戦時体制で軍用自動車、軍用モーターサイクル生産に切り替えられた。同時に、既存の自動車工場に加えて、飛行機エンジン工場も建設された。1945年の戦争終了時には工場の6割が破壊された。

## 1948-1991: 東ドイツ国営企業 VEBアイゼナハ社 (VEB Automobilwerk Eisenach)
東ドイツの国営企業・VEBアイゼナハ社となり、東欧諸国向けに自動車を生産した。当初はBMWブランドで旧BMW車を生産したが、BMWの商標が使用できなくなったため、1951年にブランド名を"EMW"に変えた。最終的には1953年に"AWE"となり、工場発足時のブランド名・ヴァルトブルク（Wartburg）の名を冠した車が製造販売された。

## 1991-現在: オペル社アイゼナハ工場
東西ドイツの統一後、ゼネラルモーターズ傘下オペル社のアイゼナハ工場となっている。旧東ドイツの労働者の資質をベースにしてリーン生産方式（カンバンなどのトヨタ生産方式をMITの視点で解釈したもの）の試行を行ない、大変よい結果を収めたことでも有名である。

## 画像

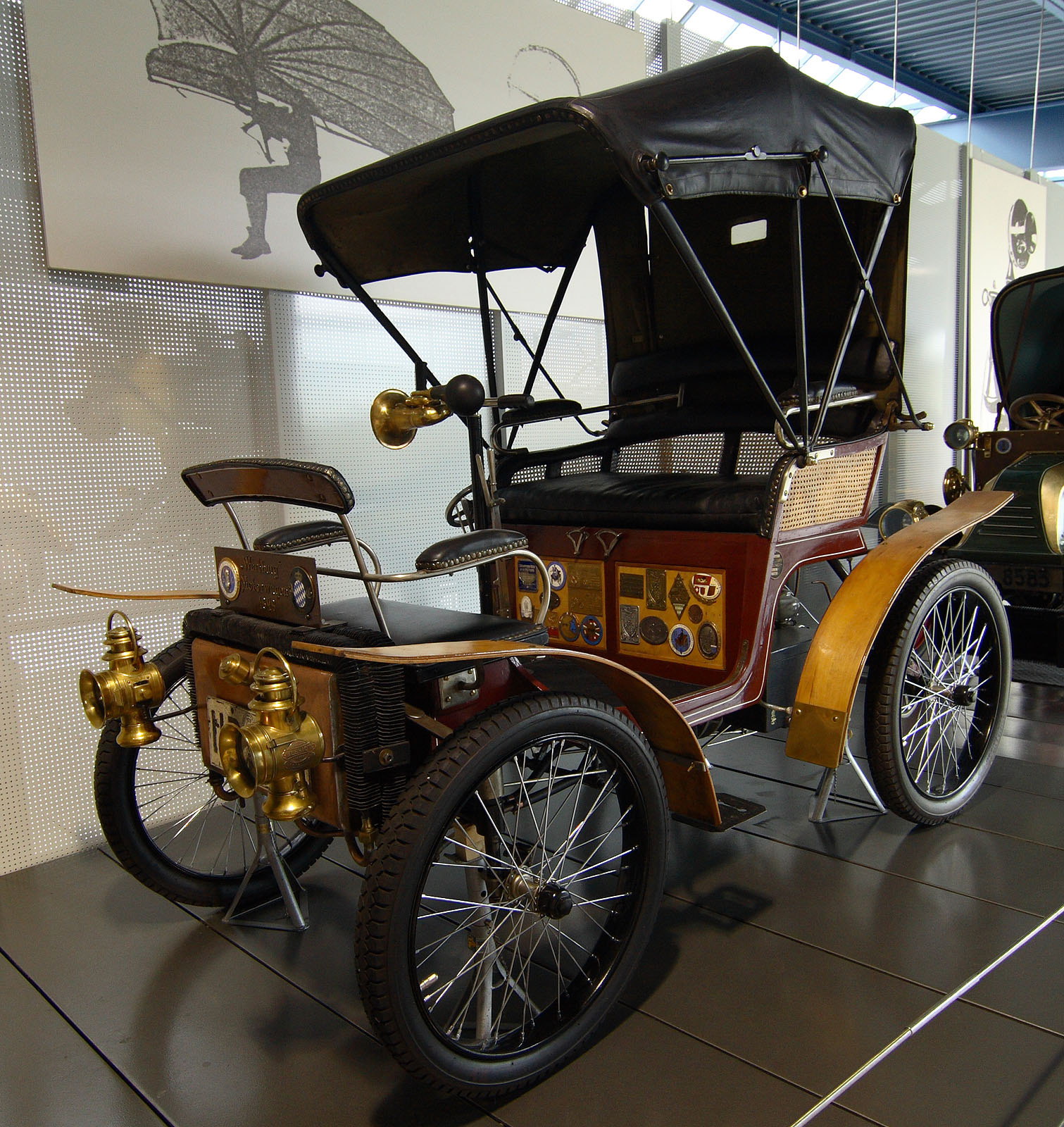
1898年製のFFE・ヴァルトブルク
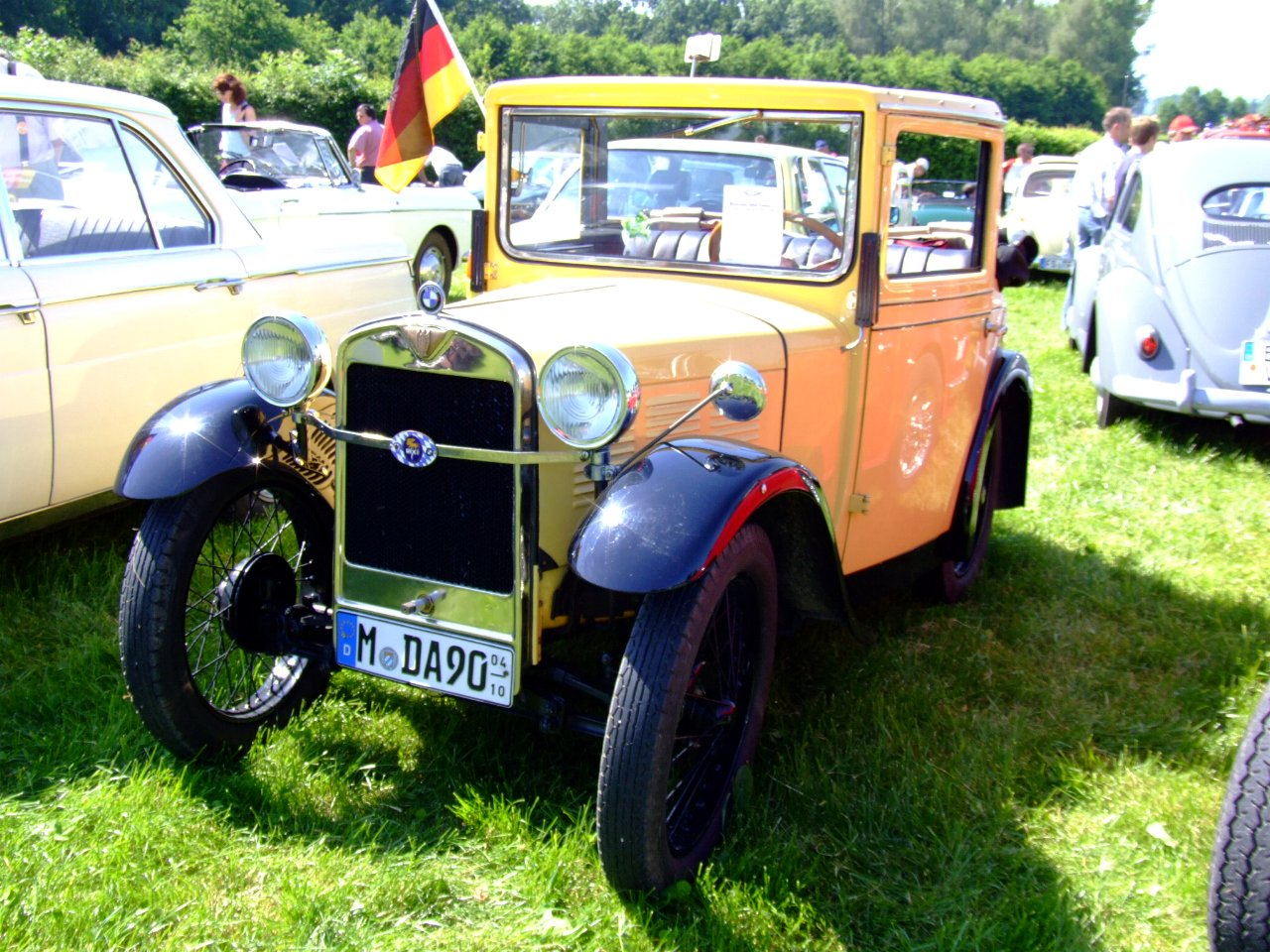
1930年製のBMW・Dixi
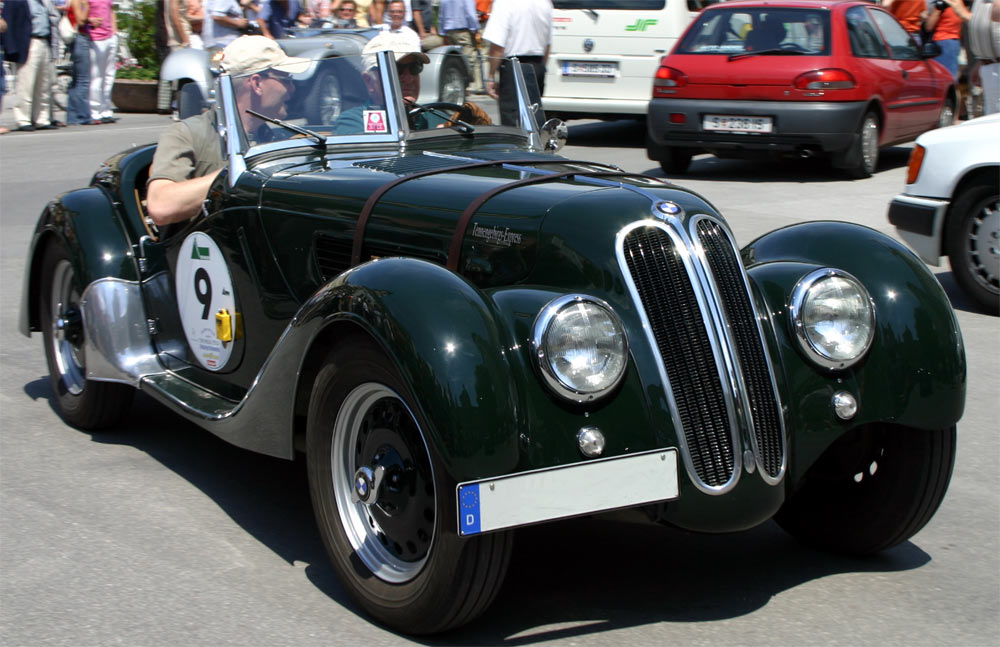
1936年製のBMW・328
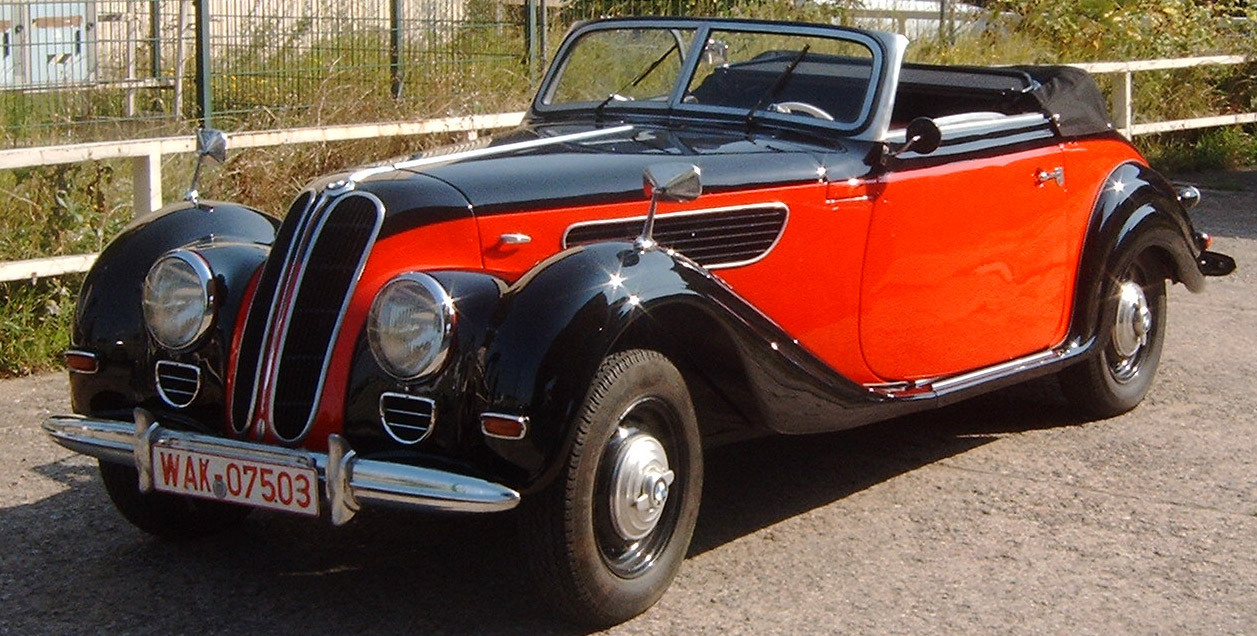
EMW・327
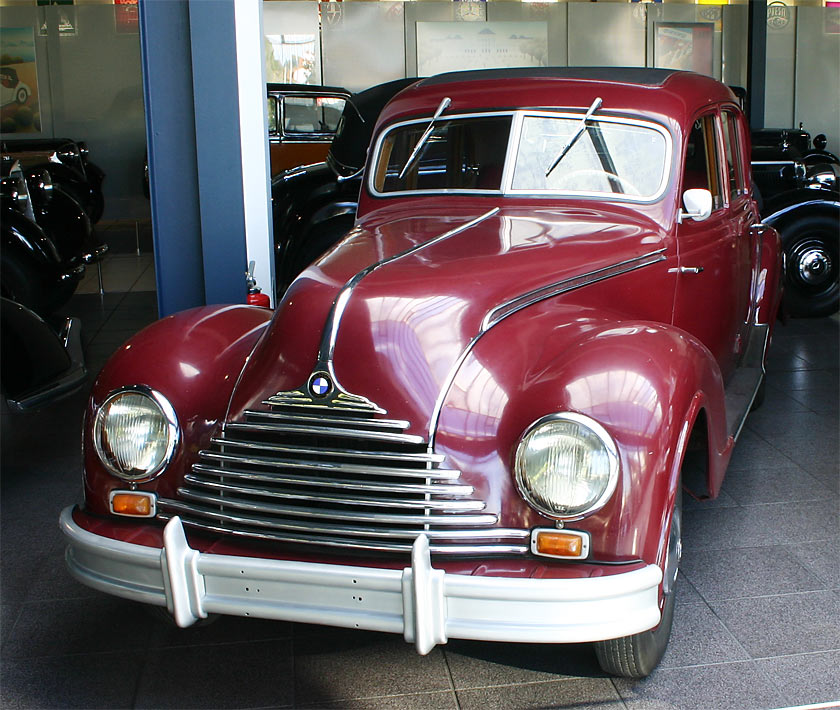
EMW・340
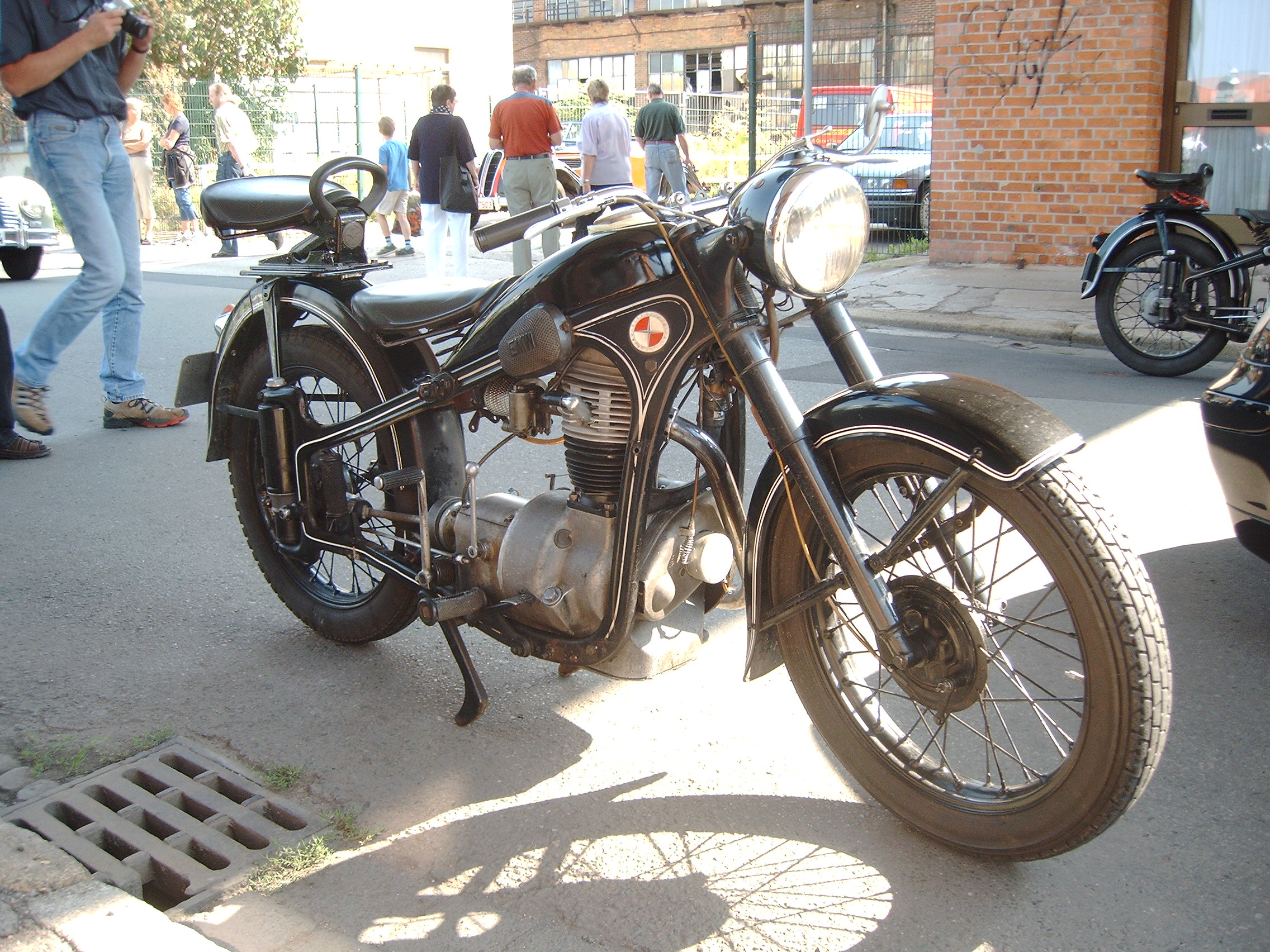
EMW・R 35（オートバイ）
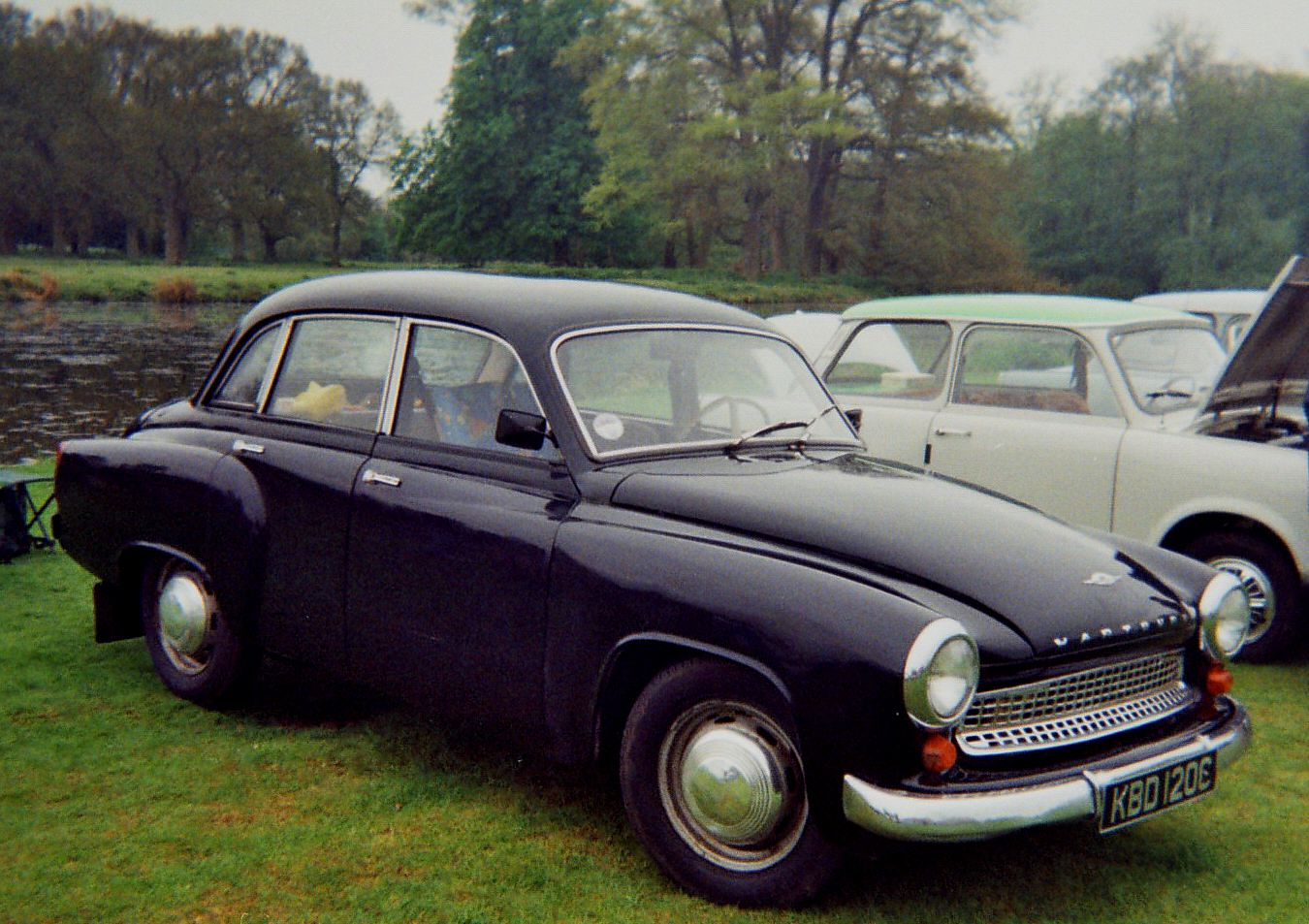
ヴァルトブルク-311
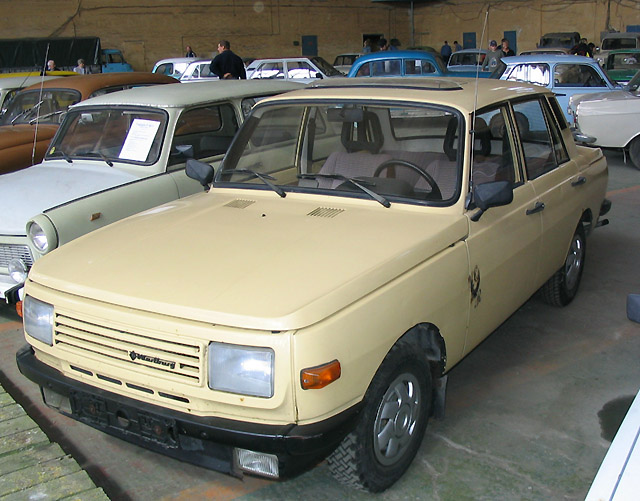
ヴァルトブルク-323

## 統計資料

### アイゼナハでの自動車製造 1898-1991
| 1898-1903 | ヴァルトブルク(Wartburg-Motorwagen)                                                                                    | 約250     | FFE          |
| 1904-1927 | Dixi-乗用車(PKW) | 6.090     | Dixi Gothaer |
| 1907-1927 | Dixi-トラック(LKW) | 2.622     | Dixi Gothaer |
| 1907-1928 | Dixi-小型車(Kleinwagen) DA 1                                                                                           | 9.308     | Dixi Gothaer |
| 1929-1942 | BMW DA 2, DA 3, DA 4, ヴァルトブルク(Wartburg-Sport) 303, 309, 315, 319, 319/1, 329, 320, 321, 325, 326, 327, 328, 335 | 78.768    | BMW          |
| 1945-1950 | ナーハクリークス(戦後世代)Nachkriegs-BMW 321                                                                           | 8.996     | AWE          |
| 1946-1947 | ナーハクリークス(戦後世代)Nachkriegs-BMW 326                                                                           | 16        | AWE          |
| 1952-1955 | BMW / EMW 327-1, 327-2, 327-3                                                                                          | 505       | AWE          |
| 1949-1955 | BMW / EMW 340, 340-1, 340-2                                                                                            | 21.083    | AWE          |
| 1952      | キューベルワーゲン(Kübelwagen) IFA EMW 325-3                                                                           | 166       | AWE          |
| 1953-1956 | EMW-IFA F9 | 38.782    | AWE          |
| 1955-1965 | ヴァルトブルク(Wartburg) 311/312                                                                                       | 258.928   | AWE          |
| 1957-1960 | ヴァルトブルク(Wartburg-Sport) 313-1                                                                                   | 469       | AWE          |
| 1965-1966 | ヴァルトブルク(Wartburg) 312-1                                                                                         | 33.759    | AWE          |
| 1966-1975 | ヴァルトブルク(Wartburg) 353                                                                                           | 356.330   | AWE          |
| 1975-1988 | ヴァルトブルク(Wartburg) 353 W                                                                                         | 868.860   | AWE          |
| 1988-1991 | ヴァルトブルク(Wartburg) 1.3                                                                                           | 152.775   | AWE          |
|           | 総生産台数: | 1.837.708 |              |